# Enicospilus braekeli
Enicospilus braekeli är en stekelart som beskrevs av Cheesman 1932. Enicospilus braekeli ingår i släktet Enicospilus och familjen brokparasitsteklar. Inga underarter finns listade i Catalogue of Life.